# Иван Маразов
Иван Русев Маразов е български изкуствовед, културолог, траколог и политик от Българската социалистическа партия (БСП). На президентските избори през 1996 г. е кандидат за президент от листата на БСП. В правителството на Жан Виденов е министър на културата. 

## Биография

### Детство и образование
Иван Маразов е роден на 15 март 1942 г. в село Пирне, Айтоско. Завършва изкуствознание в Института „Репин“ в Ленинград (СССР) през 1967 г.

### Професионална кариера (1969 – 2012)
След завръщането си от Съветския съюз работи като научен сътрудник в Института по изкуствознание към БАН, а от 1988 до 1991 г. е негов директор. 
Между 1969 и 1989 е заместник главен и главен редактор на сп. „Изкуство“. В периода 1990 – 1991 г. е редактор на международното сп. „Orpheus“. След това; от 1985 г. организатор и редактор на семинара „Мит-изкуство-фолклор“ (МИФ), отговорен за уреждането на изложби на тракийското изкуство в Япония (1979, 1994) и в САЩ (1998 – 1999), преподавател в Нов български университет (НБУ), департамент „История на културата“, и ръководител на същия департамент от 1995 до 2006 г.
През 1976 г. защитава дисертация на тема „Изображението на човека в тракийската торевтика през V-IV в. пр.н.е.“ и става доктор по изкуствознание, а през 1987 г. става доктор на науките с втора дисертация – на тема „Мит, ритуал и изкуство у траките: Царска идеология и изкуство в Древна Тракия V-III в. пр.н.е.“. Носител е на наградата на СБХ за критика 1975 г., за изкуствознание – 1985 г. и на наградата на БАН за изкуствознание – 1996 г. Член е на Флорентинската академия „Медичи“ от 1988 г.
Първи носител на годишната награда за принос в изучаването на тракийската култура „Александър Фол“ (2011).
На 24 март 2012 г. е удостоен със званието „Почетен професор на Нов български университет“ за дългогодишната му работа за изработване и утвърждаване на програмите на департамент „Изкуствознание и история на културата“.

### Сътрудничество с Държавна сигурност
От 1974 до 1988 г. Иван Маразов сътрудничи под псевдоним „Библиотекара“ в качеството си на агент на Държавна сигурност, управление VI (политическа полиция), отдел V, отделение I.

### Политическа кариера (1974 – 1996)
Министър на културата е в правителството на Жан Виденов от 10 юни 1996 година, когато замества на този пост Георги Костов, до падането на правителството на 12 февруари 1997.
През този период е издигнат и за кандидат за президент на България от БСП на изборите през октомври 1996 г. , но губи срещу кандидата на десницата Петър Стоянов (40,27% срещу 59,73% за Стоянов).
| Резултати от президентските избори в България на 27 октомври/3 ноември 1996 година | Резултати от президентските избори в България на 27 октомври/3 ноември 1996 година | Резултати от президентските избори в България на 27 октомври/3 ноември 1996 година | Резултати от президентските избори в България на 27 октомври/3 ноември 1996 година | Резултати от президентските избори в България на 27 октомври/3 ноември 1996 година | Резултати от президентските избори в България на 27 октомври/3 ноември 1996 година | Резултати от президентските избори в България на 27 октомври/3 ноември 1996 година |
| --- | ---------------------------------------------------------------------------------- | ---------------------------------------------------------------------------------- | ---------------------------------------------------------------------------------- | ---------------------------------------------------------------------------------- | ---------------------------------------------------------------------------------- | ---------------------------------------------------------------------------------- |
| \| Кандидат-президент \| Кандидат-вицепрезидент \| Издигнати от \| Гласове I тур \| % I тур \| Гласове II тур \| % II тур \| \| ------------------------------- \| ---------------------- \| ---------------------------------------------------------------------------- \| ------------- \| --------- \| -------------- \| --------- \| \| Христо Бойчев \| Иван Кулеков \| Движение за защита на пенсионерите, безработните и социално слабите граждани \| 57 668 \| 1,34% \| \| \| \| Димитър Марковски \| Димитрина Вулджиева \| Свободна кооперативна партия \| 5 823 \| 0,14% \| \| \| \| Митко Димитров \| Игнат Игнатов \| Обединение за запазване на богатствата на България \| 7 793 \| 0,18% \| \| \| \| Илиян Николов \| Сергей Немцеров \| Българска национална екологична партия \| 4 920 \| 0,11% \| \| \| \| Иван Маразов \| Ирина Бокова \| Заедно за България \| 1 158 204 \| 27,01% \| 1 687 242 \| 40,27% \| \| Вера Илиева \| Искра Атанасова \| Българска комунистическа партия \| 34 004 \| 0,79% \| \| \| \| Славомир Цанков \| Добри Добрев \| Съюз на демократичните партии и движения Ера 3 \| 22 724 \| 0,53% \| \| \| \| Любомир Стефанов \| Паруш Караиванов \| Алтернативно социалистическо обединение (независими) \| 6 056 \| 0,14% \| \| \| \| Петър Стоянов \| Тодор Кавалджиев \| Обединени демократични сили \| 1 889 825 \| 44,07% \| 2 502 517 \| 59,73% \| \| Иван Стоянов \| Румяна Якимова \| Демократическа партия в България \| 14 659 \| 0,34% \| \| \| \| Александър Томов \| Людмил Маринчевски \| независими \| 135 571 \| 3,16% \| \| \| \| Жорж Ганчев \| Арлин Антонов \| Български бизнес блок \| 937 686 \| 21,87% \| \| \| \| Минчо Минчев \| Пенчо Пенчев \| Отечествена партия на труда \| 13 567 \| 0,32% \| \| \| \| Общо: \| Общо: \| Общо: \| 4 288 500 \| 4 288 500 \| 4 189 759 \| 4 189 759 \| \| на балотаж не достигнал балотаж \| \| \| \| \| \| \| |                                                                                    |                                                                                    |                                                                                    |                                                                                    |                                                                                    |                                                                                    |
| Кандидат-президент | Кандидат-вицепрезидент                                                             | Издигнати от                                                                       | Гласове I тур                                                                      | % I тур                                                                            | Гласове II тур                                                                     | % II тур                                                                           |
| Христо Бойчев | Иван Кулеков                                                                       | Движение за защита на пенсионерите, безработните и социално слабите граждани       | 57 668                                                                             | 1,34%                                                                              |                                                                                    |                                                                                    |
| Димитър Марковски | Димитрина Вулджиева                                                                | Свободна кооперативна партия                                                       | 5 823                                                                              | 0,14%                                                                              |                                                                                    |                                                                                    |
| Митко Димитров | Игнат Игнатов                                                                      | Обединение за запазване на богатствата на България                                 | 7 793                                                                              | 0,18%                                                                              |                                                                                    |                                                                                    |
| Илиян Николов | Сергей Немцеров                                                                    | Българска национална екологична партия                                             | 4 920                                                                              | 0,11%                                                                              |                                                                                    |                                                                                    |
| Иван Маразов | Ирина Бокова                                                                       | Заедно за България                                                                 | 1 158 204                                                                          | 27,01%                                                                             | 1 687 242                                                                          | 40,27%                                                                             |
| Вера Илиева | Искра Атанасова                                                                    | Българска комунистическа партия                                                    | 34 004                                                                             | 0,79%                                                                              |                                                                                    |                                                                                    |
| Славомир Цанков | Добри Добрев                                                                       | Съюз на демократичните партии и движения Ера 3                                     | 22 724                                                                             | 0,53%                                                                              |                                                                                    |                                                                                    |
| Любомир Стефанов | Паруш Караиванов                                                                   | Алтернативно социалистическо обединение (независими)                               | 6 056                                                                              | 0,14%                                                                              |                                                                                    |                                                                                    |
| Петър Стоянов | Тодор Кавалджиев                                                                   | Обединени демократични сили                                                        | 1 889 825                                                                          | 44,07%                                                                             | 2 502 517                                                                          | 59,73%                                                                             |
| Иван Стоянов | Румяна Якимова                                                                     | Демократическа партия в България                                                   | 14 659                                                                             | 0,34%                                                                              |                                                                                    |                                                                                    |
| Александър Томов | Людмил Маринчевски                                                                 | независими                                                                         | 135 571                                                                            | 3,16%                                                                              |                                                                                    |                                                                                    |
| Жорж Ганчев | Арлин Антонов                                                                      | Български бизнес блок                                                              | 937 686                                                                            | 21,87%                                                                             |                                                                                    |                                                                                    |
| Минчо Минчев | Пенчо Пенчев                                                                       | Отечествена партия на труда                                                        | 13 567                                                                             | 0,32%                                                                              |                                                                                    |                                                                                    |
| Общо: | Общо:                                                                              | Общо:                                                                              | 4 288 500                                                                          | 4 288 500                                                                          | 4 189 759                                                                          | 4 189 759                                                                          |
| на балотаж не достигнал балотаж |                                                                                    |                                                                                    |                                                                                    |                                                                                    |                                                                                    |                                                                                    |